# Albrecht Roscher
Albrecht Roscher (* 27. August 1836 in Ottensen; † 19. März 1860 in Hisonguny am Malawisee) war ein deutscher Geograph und Afrikaforscher.

## Leben
Albrecht Roscher zeigte bereits auf der Gelehrtenschule des Johanneums in Hamburg ein starkes naturwissenschaftliches und geographisches Interesse. Von 1856 bis 1858 studierte er Naturwissenschaften, orientalische Sprachen, Geographie und Medizin an der Universität Leipzig. Einer seiner Lehrer war der Theologe Gustav Moritz Redslob (1804–1882). 1857 promovierte er in Leipzig zum Doktor der Philosophie. In seiner Dissertation rekonstruierte er, auf Grundlage der Weltkarte des Ptolemäus, die Geographie Innerafrikas. Sein Ziel war die Lokalisierung der Nilquellen.
1858 begab er sich auf eine mehrjährige wissenschaftliche Afrikareise, die von Hamburger Kaufleuten und Bankiers, dem Hamburger Senat und von König Maximilian II. von Bayern finanziell unterstützt wurde. Von Hamburg aus erreichte er am 13. September 1858 die Insel Sansibar. Während seines zweimonatigen Aufenthaltes auf Sansibar erlernte er die Bantusprache Swahili, sammelte botanische Erkenntnisse und die nach ihm benannte Vanille-Art Vanilla roscheri. 
Im Februar und März 1859 bereiste er die Küste des heutigen Tansania. Er erforschte die Bucht von Daressalam und das Flussdelta des Rufiji. Neben astronomischen Ortsbestimmungen untersuchte er die geführte Wassermenge des Flusses und zog Erkundigungen über Handelswege und das Hinterland ein. In Kunduchi lernte er die britischen Afrikaforscher Richard Francis Burton und John Hanning Speke kennen, deren Entdeckungsreise zum Tanganjikasee und Viktoriasee Albrecht Roschers weitere Forschungstätigkeit beeinflusste.
Im April 1859 musste er wegen starken Fieberanfällen seine Reise in Kilwa für mehrere Monate unterbrechen. Weil seine Reisemittel sich zu erschöpfen drohten, brach er, gesundheitlich immer noch angeschlagen, Ende August 1859 zu einer Expedition an den Malawisee auf. Er schloss sich dazu einer arabischen Sklavenkarawane an. Nur zwei Monate nach dem britischen Afrikaforscher David Livingstone erreichte er, durch erneute Fieberschübe und räuberische Bedrohungen geschwächt, am 20. Oktober 1859 das Dorf Nussewa am Ostufer des Nyassa-Sees, heute Malawisee. In den folgenden Monaten erforschte er die nähere Umgebung des Sees und bereitete eine Expedition in das Gebiet der Malimba in Kamerun vor. Am 17. März 1860 verließ er Nussewa, um auf der Strecke zurückgelassene Nachschubgüter zu holen. Am 19. oder 20. März wurden er und seine Begleiter im Weiler Ksunguni drei Tagesreisen vom Malawisee von arabischen Sklavenhändlern ermordet. Seine wissenschaftlichen Aufzeichnungen und Tagebücher von dieser Expedition gingen verloren.
Trotz seiner kurzen Forschertätigkeit erfuhr seine Arbeit große Anerkennung. Seine Zeitgenossen sahen in ihm den „Idealtypus des sich für die Erforschung der Erde aufopfernden Wissenschaftlers und Bekämpfers der Sklaverei“. 1867 wurde er zum auswärtigen Mitglied der Bayerischen Akademie der Wissenschaften ernannt.
Albrecht Roscher war der ältere Bruder des Hamburger Kaufmanns und Senators Eduard Heinrich Roscher und ein Cousin des Ökonomen Wilhelm Roscher.

## Ehrung
Die Orchidee Vanilla roscheri, die er entdeckt hatte, wurde von Heinrich Gustav Reichenbach 1876 in der Zeitschrift Linnaea erstbeschrieben.

## Werke
- Albrecht Roscher: Ptolemaeus und die Handelsstraßen in Central-Africa. Ein Beitrag zur Erklärung der ältesten uns erhaltenen Weltkarte. Perthes, Gotha 1857

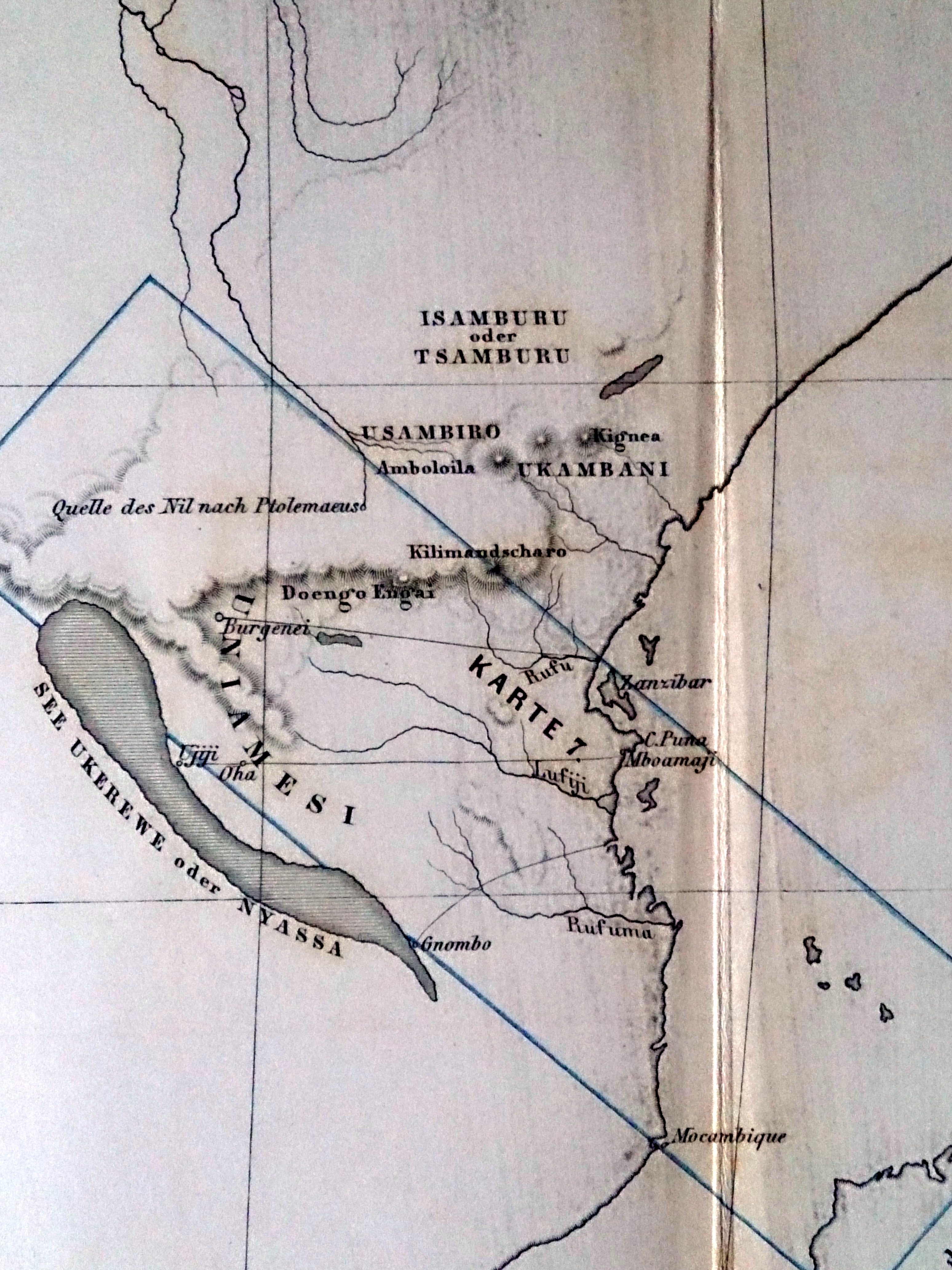
Detail aus den zwei Tafeln, die der Dissertation beigelegt sind (Ein Beitrag zur Erklärung der ältesten uns erhaltenen Weltkarte)